# آندریا ایسارسکو
آندریا ایسارسکو (رومانیایی: Andreea Isărescu; زادهٔ ۳ ژوئیهٔ ۱۹۸۴) ژیمناست اهل رومانی است.